# Lubień Kujawski
Lubień Kujawski is een stad in het Poolse woiwodschap Koejavië-Pommeren, gelegen in de powiat Włocławski. De oppervlakte bedraagt 2,22 km², het inwonertal 1318 (2005).